# Photinus granulatus
Photinus granulatus är en skalbaggsart som beskrevs av Henry Clinton Fall 1927. Photinus granulatus ingår i släktet Photinus och familjen lysmaskar. Inga underarter finns listade i Catalogue of Life.